# Coupe d'Angleterre de football 1958-1959
Navigation
Coupe d'Angleterre 1957-1958 Coupe d'Angleterre 1959-1960
La Coupe d'Angleterre de football 1958-1959 est la 78e édition de la Coupe d'Angleterre de football. 
Nottingham Forest remporte sa deuxième Coupe d'Angleterre de football au détriment de Luton Town sur le score de 2-1, au bout d'une finale jouée dans l'enceinte du stade de Wembley à Londres.

## Quarts de finale
| #      | Équipe 1          | Résultat | Équipe 2         | Date            |
| ------ | ----------------- | -------- | ---------------- | --------------- |
| 1      | Blackpool FC      | 1–1      | Luton Town       | 28 février 1959 |
| 2      | Nottingham Forest | 2–1      | Bolton Wanderers | 28 février 1959 |
| 3      | Aston Villa       | 0–0      | Burnley FC       | 28 février 1959 |
| 4      | Sheffield United  | 1–1      | Norwich City     | 28 février 1959 |
| Replay | Burnley FC        | 0–2      | Aston Villa      | 3 mars 1959     |
| Replay | Luton Town        | 1–0      | Blackpool FC     | 4 mars 1959     |
| Replay | Norwich City      | 3–2      | Sheffield United | 4 mars 1959     |

## Demi-finales
| 14 mars 1959 | Nottingham Forest | 1–0 | Aston Villa | Hillsborough, Sheffield |
| 15:00        |                   |     |             |                         |

| 14 mars 1959 | Luton Town | 2–2 | Norwich City | White Hart Lane, Londres |
| 15:00        |            |     |              |                          |

| Match rejoué       | Norwich City | 0–1 | Luton Town | St Andrew's, Birmingham |
| 18 mars 1959 15:00 |              |     |            |                         |

## Finale
| 2 mai 1959 | Nottingham Forest | 2 – 1 | Luton Town | Stade de Wembley, Londres |
|            |                   |       |            | Spectateurs : 100 000     |
|            | Rapport           |       |            |                           |

- Nottingham Forest remporte sa deuxième Coupe d'Angleterre, en terminant le match avec neuf joueurs, les remplacements n'existaient pas à l'époque[1].